# Per Krusell
Per Lennart Krusell (* 1959) ist ein schwedischer Wirtschaftswissenschaftler und Hochschullehrer.

## Leben
Der 1959 geborene Krusell erhielt seinen ersten Abschluss (äquivalent zum Bachelor) an der Stockholm School of Economics und seinen Ph.D. im Jahr 1992 an der University of Minnesota. 1991 wurde er zum Assistant Professor ernannt und arbeitete zunächst von 1991 bis 1993 an der Northwestern University, dann von 1993 bis 1994 an der University of Pennsylvania und von 1994 bis 1997 an der University of Rochester. Von 1997 bis 2001 war er in Rochester Associate Professor mit Tenure und wurde 2001 zum Professor berufen. 2004 wechselte er an die Princeton University, wo er bis 2009 blieb. 2008 nahm er einen Lehrstuhl für Makroökonomie an der Universität Stockholm an, seit 2014 ist er zusätzlich Professor an der London School of Economics.
Er war seit 2003 mehrfach Mitglied des Preiskomitees für den Alfred-Nobel-Gedächtnispreis für Wirtschaftswissenschaften, 2011 bis 2013 als Vorsitzender. Er arbeitete als Berater für die Sveriges Riksbank, die Federal Reserve Bank of New York und die FED in Philadelphia. Seit 2003 ist er Mitglied der Königlich Schwedischen Akademie der Wissenschaften und seit 2006 Fellow der Econometric Society.

## Forschung
Krusell befasst sich mit Makroökonomie, insbesondere mit technischem Wandel, Ungleichheit, politischer Ökonomie, Wirtschaftspolitik und Arbeitsökonomik. Dazu untersucht er die Interaktion zwischen Klimawandel und der Wirtschaft. Er entwickelte Algorithmen für dynamische stochastische allgemeine Gleichgewichtsmodelle (DSGE) unter rationalen Erwartungen mit heterogenen Agenten und unvollständigen Finanzmärkten.
.

## Auszeichnungen
- Söderberg-Preis der Königlich Schwedischen Akademie der Wissenschaften,[6] 2007

## Publikationen
- Mikhail Golosov, John Hassler, Per Krusell, Aleh Tsyvinski: Optimal taxes on fossil fuel in general equilibrium. In: Econometrica 82.1, Januar 2014, S. 41–88, doi:10.3982/ECTA10217.
- Per Krusell, Lee E. Ohanian, José‐Víctor Ríos‐Rull, Giovanni L. Violante: Capital‐skill Complementarity and Inequality: A Macroeconomic Analysis. In: Econometrica 68.5, September 2000, S. 1029–53, doi:10.1111/1468-0262.00150.
- Jeremy Greenwood, Zvi Hercowitz, Per Krusell: The role of investment-specific technological change in the business cycle. In: European Economic Review 44.1, Januar 2000, S. 91–115, doi:10.1016/S0014-2921(98)00058-0.
- Per Krusell, Anthony A. Smith, Jr.: Income and wealth heterogeneity in the macroeconomy. In: Journal of Political Economy 106.5, 1998, S. 867–96, doi:10.1086/250034.
- Jeremy Greenwood, Zvi Hercowitz, Per Krusell: Long-Run Implications of Investment-Specific Technological Change. In: The American Economic Review 87.3, Juni 1997, S. 342–62, JSTOR:2951349.